# (33908) 2000 LL6
2000 LL6 (asteroide 33908) é um asteroide da cintura principal. Possui uma excentricidade de 0.05012620 e uma inclinação de 24.51379º.
Este asteroide foi descoberto no dia 5 de junho de 2000 por LINEAR em Socorro.